# Суханов, Михаил Афанасьевич
Михаил Афанасьевич Суханов (21 ноября 1902 года, с. Чекалка, Сарапульский уезд, Вятская губерния — 9 августа 1962 года, Ульяновск) — советский военный деятель, генерал-майор (17 января 1944 года).

## Начальная биография
Михаил Афанасьевич Суханов родился 21 ноября 1902 года в селе Чекалка Мостовской волости Сарапульского уезда Вятской губернии.
Работал в пошивочной мастерской Сарапула.

## Военная служба

### Гражданская война
В марте 1920 года призван в ряды РККА и направлен во 2-й Вятский территориальный полк, дислоцированный в Сарапуле, после окончания полковой школы назначен командиром отделения в местный отряд особого назначения, после чего принимал участие в подавлении кулацкого восстания на лесосплаве на реке Вятка.

### Межвоенное время
В октябре 1921 года направлен на учёбу на 105-е Сарапульские пехотные курсы, которые через три месяца были расформированы, а М. А. Суханов переведён на 97-е Челябинские пехотные курсы, после окончания которых в августе 1922 года направлен для продолжения учёбы в Омскую пехотную школу, где выдержал экзамен за 2-й курс и зачислен курсантом. В ноябре — декабре 1922 года школа переведена во Владивосток и переименована в 24-ю Владивостокскую пехотную школу. По окончании учёбы в сентябре 1924 года М. А. Суханов назначен на должность командира взвода в составе 1-го Читинского стрелкового полка (1-я Тихоокеанская стрелковая дивизия), дислоцированного в городе Ворошилов. В октябре 1927 года направлен на учёбу на Сибирские повторные курсы Сибирского военного округа в Иркутске, после окончания которых в июле 1928 года вернулся в 1-й Читинский стрелковый полк, в составе которого служил на должностях командира взвода, помощника командира роты по политчасти, командира стрелковой и учебной рот, начальника штаба и командира батальона. В период с октября 1928 по август 1930 года одновременно служил инструктором спорта Ворошиловского дома Красной Армии.
В апреле 1936 года назначен на должность начальника штаба отдельного разведбатальона в составе 105-й стрелковой дивизии (ОКДВА). В ноябре 1937 года направлен на учёбу на разведывательные курсы усовершенствования командного состава при Генштабе Красной армии в Москве, после окончания которых в июне 1938 года вернулся на прежнюю должность, а в декабре того же года назначен командиром этого же отдельного разведбатальона.
В 1940 году окончил два курса заочного факультета Военной академии имени М. В. Фрунзе. В ноябре того же года подполковник М. А. Суханов назначен на должность командира 258-го стрелкового полка (78-я стрелковая дивизия, 15-я армия, Дальневосточный фронт).

### Великая Отечественная война
С началом войны находился на прежней должности. В ноябре 1941 года 78-я стрелковая дивизия была передислоцирована с Дальнего Востока в район Истры, после чего в составе 16-й армии (Западный фронт) принимала участие в боевых действиях в ходе битвы под Москвой. За героизм, проявленный в обороне города Руза и железнодорожной станции Снегири, дивизия 26 ноября 1941 года была преобразована в 9-ю гвардейскую, а 258-й стрелковый полк — в 22-й гвардейский, после чего М. А. Суханов принимал участие в ходе Клинско-Солнечногорской наступательной операции. В апреле 1942 года 9-я гвардейская стрелковая дивизия была выведена в резерв Ставки Верховного Главнокомандования.
В июне полковник М. А. Суханов назначен на должность командира 93-й стрелковой дивизии, находившейся в Дзержинске (Горьковская область), а в конце августа была передислоцирована в район южнее Селижарово (Калининская область), где включена в состав Калининского фронта, после чего находилась в резерве фронта. 15 сентября 93-я стрелковая дивизия включена в состав 41-й армии, после чего вела боевые действия против ржевско-вяземской группировки противника в районе Пушкари, Веревкино, Примушки, Вышегоры. В середине ноября М. А. Суханов освобождён от занимаемой должности и вскоре назначен заместителем командира по строевой части 279-й стрелковой дивизии, после чего принимал участие в ходе Ржевско-Вяземской наступательной операции.
5 августа 1943 года полковник М. А. Суханов назначен на должность командира 223-й стрелковой дивизии, после чего принимал участие в Донбасской наступательной операции и затем в битве за Днепр, в ходе которой в период с 27 по 30 сентября дивизия форсировала Днепр в районе Днепродзержинска, захватила плацдарм, расширила его и перерезала железную дорогу Днепродзержинск — Пятихатка, а затем вела оборонительные боевые действия на восточном берегу реки Ингулец юго-восточнее Кировограда. С января 1944 года 223-я стрелковая дивизия участвовала в ходе Кировоградской и Березнеговато-Снигирёвской наступательных операций. В марте генерал-майор М. А. Суханов освобождён от занимаемой должности, после чего находился в резерве Военного совета 57-й армии (3-й Украинский фронт).
9 мая 1944 года назначен командиром 118-й стрелковой дивизии, которая вскоре принимала участие в ходе Львовско-Сандомирской, Висло-Одерской, Берлинской и Пражской наступательных операций.

### Послевоенная карьера
После окончания войны находился на прежней должности.
В сентябре 1946 года назначен на должность заместителя командира 27-го стрелкового корпуса (13-я армия, Приволжский военный округ). В период с декабря 1946 по февраль 1947 года генерал-майор М. А. Суханов по заданию начальника Тыла Вооружённых Сил СССР находился в командировке в Польской Народной Республике.
В мае 1948 года направлен на учёбу на Высшие академические курсы при Высшей военной академии имени К. Е. Ворошилова, после окончания которых в апреле 1949 года назначен на должность начальника окружных объединённых курсов усовершенствования офицерского состава Дальневосточного военного округа, в октябре 1950 года — на ту же должность в Приволжском военном округе, а в августе 1952 года — на должность военного советника начальника Высших общевойсковых академических курсов Венгерской народной армии.
Генерал-майор Михаил Афанасьевич Суханов в августе 1954 года вернулся в СССР, после чего находился в распоряжении Главного управления кадров и 2 октября того же года вышел в запас. Умер 9 августа 1962 года в Ульяновске. Похоронен на Воскресенском кладбище города.

## Награды
- Орден Ленина (06.11.1945);
- Пять орденов Красного Знамени (17.01.1942, 23.02.1944, 03.11.1944, 07.04.1945, 17.05.1951);
- Орден Кутузова 2 степени (29.05.1945);
- Орден Отечественной войны 1 степени (27.03.1943);
- Медали.

Иностранные награды
- Легионерский орден «За заслуги» (США; 20.05.1945);
- Медаль «Бронзовая звезда» (США; 20.05.1945).